# Mesosemia olivencia
Mesosemia olivencia is een vlindersoort uit de familie van de prachtvlinders (Riodinidae), onderfamilie Riodininae.
Mesosemia olivencia werd in 1868 beschreven door H. Bates.